# Campeonato Brasileiro de Clubes de Basquete Masculino de 2022
O Campeonato Brasileiro de Clubes de Basquete Masculino de 2022 foi a terceira edição do Campeonato Brasileiro de Clubes, a divisão de acesso ao NBB. 
O São José venceu a Liga Sorocabana na final por 86 a 79 e sagrou-se campeão da competição.

## Clubes participantes
A edição de 2022 do Campeonato Brasileiro de Clubes CBB contou com 14 equipes, duas a mais do que a edição anterior. A disputa contou com times tradicionais como o Botafogo, o São José dos Campos e o Vila Nova (em parceria com a Associação Esportiva Goiana de Basquetebol - AEGB), todos com títulos brasileiros em sua história. Pelo segundo ano consecutivo, o Flamengo, em parceria com o Blumenau, disputa o torneio. Os participantes da segunda edição foram:
| Equipe                       | Cidade              | Estado |
| ---------------------------- | ------------------- | ------ |
| ADRM-Maringá                 | Maringá             | PR     |
| AZ Basquete Araraquara       | Araraquara          | SP     |
| Botafogo                     | Rio de Janeiro      | RJ     |
| Brusque                      | Brusque             | SC     |
| Coritiba Monsters/Soc.Thalia | Curitiba            | PR     |
| Flamengo/Blumenau            | Blumenau            | SC     |
| Liga Sorocabana              | Sorocaba            | SP     |
| LSB-RJ                       | Mesquita            | RJ     |
| Osasco                       | Osasco              | SP     |
| Praia Clube                  | Uberlândia          | MG     |
| Santos                       | Santos              | SP     |
| São José                     | São José dos Campos | SP     |
| Tatuí                        | Tatuí               | SP     |
| Vila Nova/AEGB               | Goiânia             | GO     |

## Transmissão
O torneio teve transmissão da CBB TV, em parceria com a TV NSports. O Final Four teve transmissão do BandSports.

## Regulamento
Na primeira fase, as equipes se enfrentaram em turno e returno, dentro das próprias conferências. Os quatro melhores de cada chave avançaram para as quartas de final. As quartas de final foram disputadas em melhor de três jogos. Os semifinalistas foram para o Final Four definir o campeão e quem teve direito a pleitear uma vaga no NBB.
O campeonato foi disputado em sistema de bolha. A Conferência Jatyr Schall teve os seus jogos disputados em Brusque e Blumenau, ambas em Santa Catarina. Já a Conferência Amaury Pasos teve São José dos Campos e Osasco, ambas em São Paulo, como sedes.

## Fase de classificação

### Conferência Jatyr Schall
| Pos | Equipe                       | PG | Jogos | Jogos | Jogos | Pontos | Pontos | Pontos | Desempate | Desempate | Classificação    |
| Pos | Equipe                       | PG | T     | V     | D     | PP     | PS     | SP     | CD        | SCD       | Classificação    |
| --- | ---------------------------- | -- | ----- | ----- | ----- | ------ | ------ | ------ | --------- | --------- | ---------------- |
| 1   | Flamengo/Blumenau            | 22 | 12    | 10    | 2     | 960    | 671    | 289    | 1-1       | +13       | Quartas de final |
| 2   | AZ Basquete Araraquara       | 22 | 12    | 10    | 2     | 851    | 711    | 140    | 1-1       | -13       | Quartas de final |
| 3   | Liga Sorocabana              | 19 | 12    | 7     | 5     | 761    | 693    | 68     |           |           | Quartas de final |
| 4   | Brusque                      | 18 | 12    | 6     | 6     | 765    | 759    | 6      | 1-1       | +3        | Quartas de final |
| 5   | Tatuí                        | 18 | 12    | 6     | 6     | 791    | 874    | -83    | 1-1       | -3        | Eliminado        |
| 6   | ADRM Maringá                 | 14 | 12    | 2     | 10    | 651    | 869    | -218   |           |           | Eliminado        |
| 7   | Coritiba Monsters/Soc.Thalia | 13 | 12    | 1     | 11    | 654    | 856    | -202   |           |           | Eliminado        |

### Conferência Amaury Pasos
| Pos | Equipe         | PG | Jogos | Jogos | Jogos | Pontos | Pontos | Pontos | Desempate | Desempate | Classificação    |
| Pos | Equipe         | PG | T     | V     | D     | PP     | PS     | SP     | CD        | SCD       | Classificação    |
| --- | -------------- | -- | ----- | ----- | ----- | ------ | ------ | ------ | --------- | --------- | ---------------- |
| 1   | São José       | 21 | 12    | 9     | 3     | 964    | 863    | 101    |           |           | Quartas de final |
| 2   | Praia Clube    | 20 | 12    | 8     | 4     | 933    | 887    | 46     | 1-1       | +13       | Quartas de final |
| 3   | Santos         | 20 | 12    | 8     | 4     | 926    | 944    | -18    | 1-1       | -13       | Quartas de final |
| 4   | Osasco         | 19 | 12    | 7     | 5     | 916    | 794    | 122    |           |           | Quartas de final |
| 5   | Vila Nova/AEGB | 17 | 12    | 5     | 7     | 853    | 909    | -56    |           |           | Eliminado        |
| 6   | Botafogo       | 15 | 12    | 3     | 9     | 825    | 902    | -77    |           |           | Eliminado        |
| 7   | LSB-RJ         | 14 | 12    | 2     | 10    | 898    | 1016   | -118   |           |           | Eliminado        |

## Fase de playoffs
Negrito – Vencedor das séries
Itálico – Time mandante na série

### Quartas de final
| Time 1                 | Séries | Time 2          | 1º Jogo | 2º Jogo | 3º Jogo |
| ---------------------- | ------ | --------------- | ------- | ------- | ------- |
| Flamengo/Blumenau      | 2-0    | Osasco          | 70–67   | 61–49   | –       |
| São José               | 2-0    | Brusque         | 77–62   | 97–78   | –       |
| AZ Basquete Araraquara | 2-0    | Santos          | 72–61   | 78–66   | –       |
| Praia Clube            | 0-2    | Liga Sorocabana | 67–79   | 66–85   | –       |

## Final Four
Negrito – Vencedor
Itálico – Time mandante na partida
 Blumenau
|  | Semifinais        | Semifinais      |    |                   | Final               | Final |  |
|  |                   |                 |    |                   |                     |       |  |
|  | 5 de maio         |                 |    |                   |                     |       |  |
|  | Flamengo/Blumenau | 78              |    |                   |                     |       |  |
|  | Liga Sorocabana   | 91              |    |                   |                     |       |  |
|  |                   |                 |    |                   |                     |       |  |
|  |                   |                 |    |                   | 7 de maio           |       |  |
|  |                   |                 |    |                   | São José            | 86    |  |
|  |                   | Liga Sorocabana | 79 |                   |                     |       |  |
|  |                   |                 |    |                   |                     |       |  |
|  |                   |                 |    |                   |                     |       |  |
|  |                   |                 |    |                   | Disputa do 3º lugar |       |  |
|  | 5 de maio         | 5 de maio       |    | 7 de maio         | 7 de maio           |       |  |
|  | AZ Basquete       | 68              |    | Flamengo/Blumenau | 81                  |       |  |
|  | São José          | 78              |    |                   | AZ Basquete         | 65    |  |

## Premiação
| Campeonato Brasileiro de Clubes de 2022                |
| ------------------------------------------------------ |
| São José Campeão (1° título Brasileiro da 2.ª Divisão) |